# إيمي جنكينز
إيمي جنكينز (بالإنجليزية: Amy Jenkins)‏ هي فنانة فيديو أمريكية، ولدت في 1966.